# Nicolas Léonard Sadi Carnot
|  | Per a altres significats, vegeu «Carnot». |

Nicolas Léonard Sadi Carnot   (París, 1 de juny de 1796 - París, 24 d'agost de 1832), normalment anomenat  Sadi Carnot , va ser un físic francès pioner en l'estudi de la termodinàmica. És reconegut avui com el fundador de la termodinàmica.
Era fill de Lazare Carnot, conegut com el Gran Carnot, i oncle de Marie François Sadi Carnot, que va arribar a ser President de la República Francesa.
Llicenciat en l'Escola Politècnica, el 1824 va publicar la seva obra mestra, Réflexions sur la puissance motrice du feu et sur les machines propres à développer cette puissance, on va exposar els dos primers principis de la termodinàmica. Aquests treballs, poc compresos per part dels seus contemporanis, van ser més tard coneguts a Alemanya per Rudolf Clausius (que va ser qui els va difondre) i per William Thomson (lord Kelvin) al Regne Unit. Com a reconeixement a les aportacions del primer, el principi de Carnot es va rebatejar com  principi de Carnot-Clausius . Aquest principi permet determinar el màxim rendiment d'una màquina tèrmica en funció de les temperatures de la seva font calenta i de la seva font freda. Quan Lluís XVIII va enviar a Carnot a Anglaterra per investigar l'elevat rendiment de les seves màquines de vapor, es va adonar que la creença generalitzada d'elevar la temperatura el més possible per obtenir el vapor millorava el funcionament de les màquines. Poc després va descobrir una relació entre les temperatures del focus calent i fred i el rendiment de la màquina. Com a conclusió s'obté que cap màquina real arriba al rendiment teòric de Carnot (obtingut seguint el cicle de Carnot), que és el màxim possible per a aquest interval de temperatures. Tota màquina que segueix aquest  cicle de Carnot  és coneguda com a màquina de Carnot.
Sadi Carnot no va publicar res després de 1824 i és probable que ell mateix cregués haver fracassat. El seu pensament és original, únic en la història de la ciència moderna, ja que a diferència del que li passa a molts altres científics, no es suporta en res anterior i obre un ampli camp a la recerca. Aquest llibre, menyspreat fins llavors per la comunitat científica de l'època, va ser recollit per Rudolf Clausius i Lord Kelvin per a formular, d'una manera matemàtica, les bases de la termodinàmica.

## Biografia

### Antecedents familiars

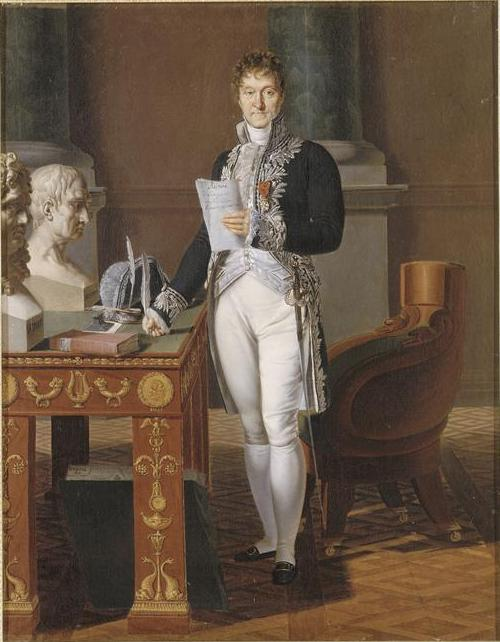
Retrat del pare de Sadi, Lazare Carnot (1753–1823) com a general napoleònic, per un artista desconegut, ca.1815, Museu d'Història de França, Versalles

Sadi Carnot va néixer a París l'1 de juny de 1796, al palau del Petit Luxemburg, on el seu pare Lazare va residir com un dels cinc membres del Directori, el màxim òrgan de govern de la Primera República francesa immediatament després de la Reacció Termidoriana. La seva mare, Sophie, de soltera Dupont (1764-1813), provenia d'una família benestant establerta a Saint-Omer.
Sadi va ser batejat pel seu pare Lazare en honor al poeta persa del segle XIII Sadi de Shiraz. Un germà gran, també anomenat Sadi, havia nascut l'any 1794 però va morir en la infància l'any següent. "Sadi" és l'únic nom que apareix en el certificat de naixement civil del segon fill, datat el 14 prairial, any IV del calendari republicà francès. L'11 de juliol de 1796 el nen va ser batejat a l'església catòlica de Saint-Louis-d'Antin com a "Nicolas-Léonard Dupont". El testimoni principal d'aquell bateig va ser el seu avi matern, Jacques-Antoine-Léonard Dupont. El pare s'identifica erròniament a l'acta de baptisme com Jacques-Léonard-Joseph-Auguste Dupont (que era, de fet, l'oncle matern del nen). Després de l'avís biogràfic publicat molt després de la seva mort pel seu germà Hippolyte, la majoria de les fonts donen ara el seu nom complet com "Nicolas Léonard Sadi", però no hi ha proves que hagi utilitzat mai cap nom que no sigui "Sadi".
Sadi tenia un germà petit, Hippolyte Carnot, que va néixer l'any 1801 a Saint-Omer i que esdevindria més tard un destacat polític. El fill gran d'Hippolyte, Marie François Sadi Carnot, va exercir com a president de França entre 1887 i 1894. Un altre dels fills d'Hippolyte va ser el químic, enginyer de mines i polític Adolphe Carnot. El mateix Sadi continuaria sent solter i no va deixar descendència.

### Educació i carrera militar

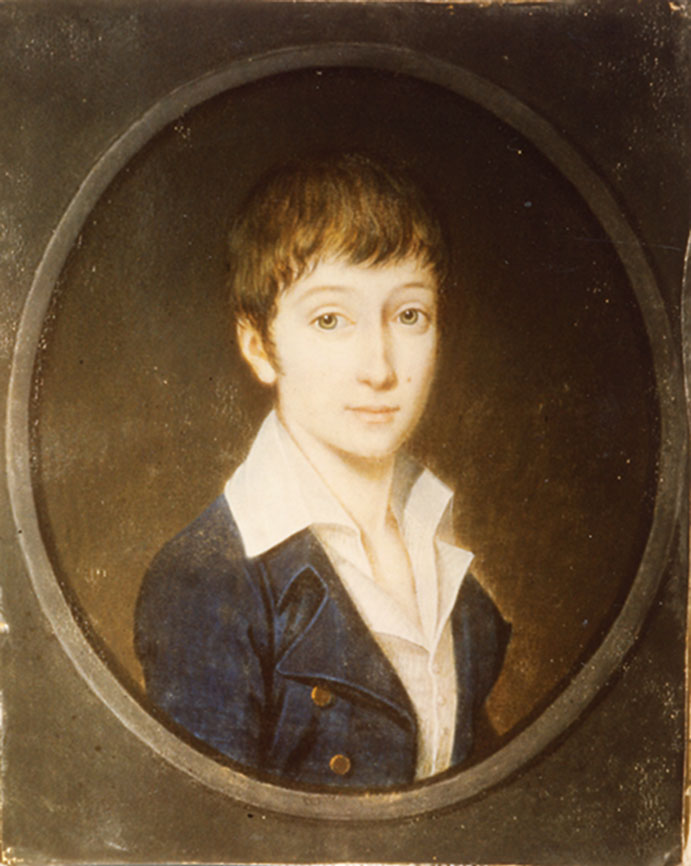
Retrat de Sadi Carnot, de 10 anys, per Félie Carnot, 1806. Académie François Bourdon, Le Creusot, França

El jove Sadi va ser educat primer a casa pel seu pare i més tard al Lycée Charlemagne, a París, on es va preparar per als exàmens necessaris per entrar a l'École polytechnique, que el seu pare havia ajudat a establir. El 1811, als 16 anys (el mínim permès) Sadi Carnot es va convertir en cadet de l'École polytechnique, on entre els seus companys hi havia el futur matemàtic Michel Chasles. Entre els seus professors hi havia André-Marie Ampère, Siméon Denis Poisson, François Arago i Gaspard Gustave de Coriolis. Així, l'escola s'havia fet famosa per la seva formació en matemàtiques i física.
Durant la batalla de París el març de 1814, Carnot, Chasles i altres cadets de l'École polytechnique van participar en la defensa de Vincennes. Sembla que aquesta va ser l'única experiència de batalla de Carnot. Carnot es va graduar el 1814 i va ser admès a l’École d'application de l'artillerie et du génie ('Escola d'Artilleria Aplicada i Enginyeria Militar') de Metz, on va completar un curs de dos anys. Sadi es va convertir llavors en un oficial del cos d'enginyers de l’exèrcit francès.
El pare de Carnot, Lazare, va servir com a ministre de l'interior de Napoleó durant els "Cent Dies", i, després de la derrota final de Napoleó el 1815, Lazare es va veure obligat a exiliar-se a la ciutat alemanya de Magdeburg. La posició de Sadi a l'exèrcit, sota la restaurada monarquia borbònica del rei Lluís XVIII, es va fer cada cop més difícil. Lazare no va tornar mai a França, morint a Magdeburg el 1823.
Sadi es va convertir en capità del Génie i va ser destinat a diversos llocs, on va inspeccionar les fortificacions, va fer un seguiment dels plans i va escriure molts informes. Tanmateix, semblava que les seves recomanacions van ser ignorades i que la seva carrera s'estancava. El 15 de setembre de 1818, als 22 anys, va agafar un permís de sis mesos per preparar-se per a l'examen d'ingrés a l'estat major a París. Carnot va aprovar l'examen i va ingressar a l'Estat Major el gener de 1819, amb el grau inferior de tinent. Va romandre de guàrdia per al servei militar, però a partir d'aleshores va dedicar la major part de la seva atenció a activitats intel·lectuals privades i només va rebre dos terços de sou.

### Estudis i investigació privada
A París, Carnot va fer amistat amb Nicolas Clément i Charles Bernard Desormes i va assistir a conferències sobre física i química a la Sorbona i al Collège de France. També va anar al Conservatoire National des Arts et Métiers, on va seguir les classes de química de Clément i les d'economia de Jean-Baptiste Say. Carnot es va interessar per entendre els límits de la millora del rendiment de les màquines de vapor, fet que el va portar a les investigacions que es van convertir en les seves Reflexions sobre el poder motriu del foc, publicades pel seu compte el juny de 1824. En aquest llibre, que va passar bastant inadvertit, es troben les primeres formulacions de les lleis de la termodinàmica.
Carnot va ser finalment ascendit al seu antic grau de capità el setembre de 1827, però l'abril següent va deixar l'exèrcit, després d'haver complert només quinze mesos de servei actiu i sense dret a pensió. En un directori d'antics alumnes de l'École polytechnique publicat per Ambroise Fourcy el 1828, Carnot figura com a fabricant de màquines de vapor. Aquest i alguns altres indicis suggereixen que Carnot podria haver estat involucrat en un esquema pràctic per a la millora de màquines de vapor, però no han sorgit patents ni altres evidències concretes d'aquell treball.

### Idees i caràcter

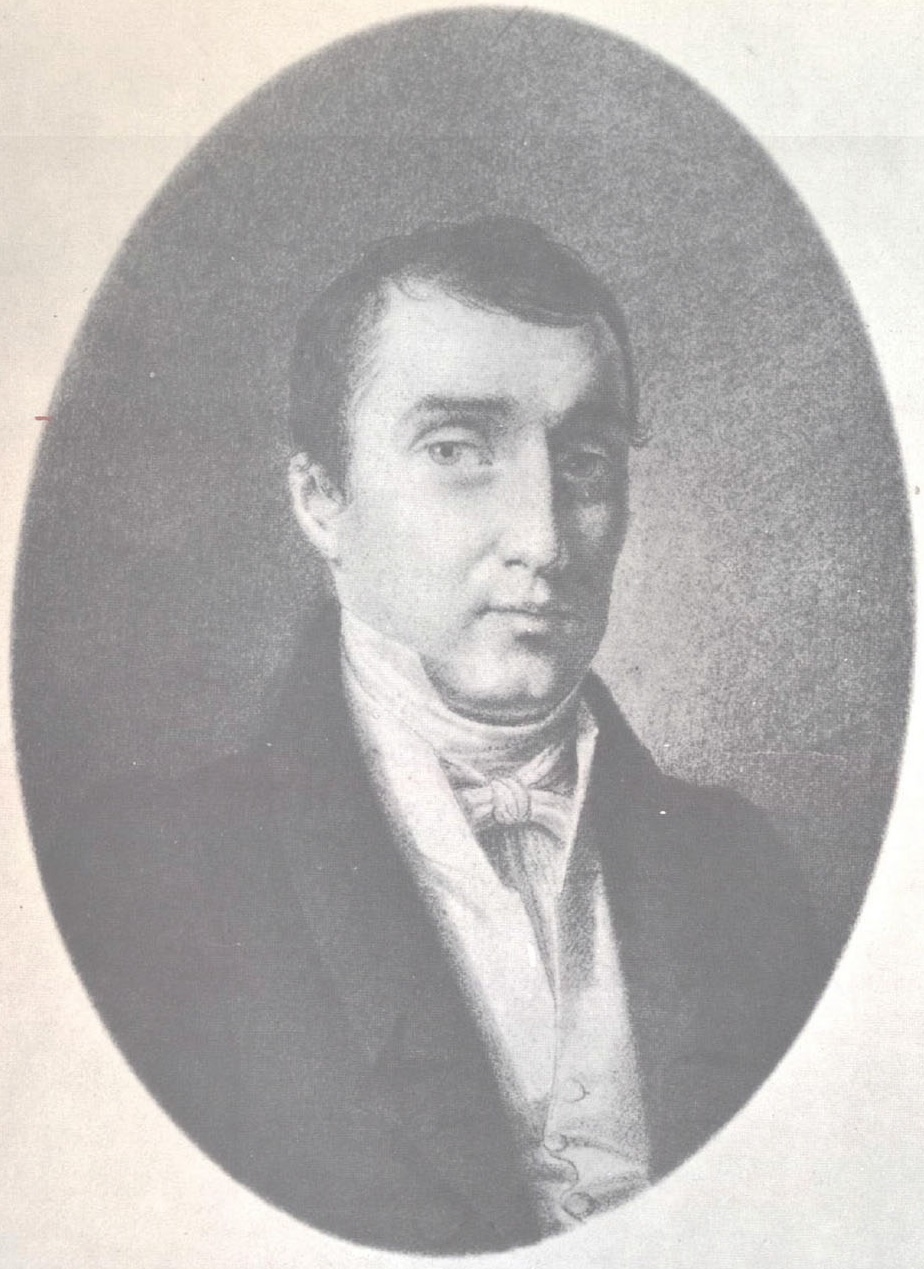
Dibuix de Sadi Carnot de l'artista Despoix, París, 1830. L'original es troba ara a l'Acadèmia Francesa de les Ciències, París.

Carnot estava interessat en l'economia política. La seva orientació política era liberal, però sembla haver preferit les doctrines més intervencionistes de Jean de Sismondi a les polítiques de laissez-faire propugnades per economistes liberals clàssics com Say i David Ricardo. Dels escrits privats de Carnot sobre economia només sobreviuen algunes notes fragmentàries.
Carnot va donar suport inicialment a la Revolució de juliol de 1830, que va posar fi al règim borbònic sota Carles X i va establir una nova monarquia constitucional sota el "rei ciutadà" Lluís Felip. Segons el seu germà Hippolyte, hi va haver una certa discussió entre els líders del nou règim d'incorporar Sadi a la Cambra dels Pars, ja que es podria considerar que va heretar el títol imperial de "comte de Carnot" que Napoleó havia atorgat al seu pare Lazare el 1815. No en va sortir res, però, potser perquè les conviccions republicanes de Sadi li van impedir acceptar una distinció hereditària.
Segons els records publicats molt després de la mort de Sadi pel seu germà Hippolyte, Sadi era un àvid lector de Blaise Pascal, Molière i Jean de La Fontaine. Hippolyte va recordar que Sadi era un teista filosòfic que creia en la causalitat divina però no en el càstig diví. Carnot va escriure en els seus diaris privats que "el que per a un ignorant és l'atzar, no pot ser l'atzar per a un millor instruït". Va ser crític amb la religió establerta, però va parlar a favor de "la creença en un Ser totpoderós, que ens estima i ens vetlla".
Hippolyte també va descriure el seu germà com un violinista talentós, interessat principalment en la música de Jean-Baptiste Lully i Giovanni Battista Viotti, que també va conrear la gimnàstica, l'esgrima, la natació, la dansa i el patinatge. Segons l'historiador de la ciència James F. Challey, "tot i que sensible i perceptiu", Carnot "va semblar extremadament introvertit, fins i tot dissort, a tots menys a uns quants amics íntims". Això pot ajudar a explicar per què el treball de Carnot no va causar cap impressió significativa ni a la comunitat científica ni a la comunitat d'enginyeria durant la seva vida.

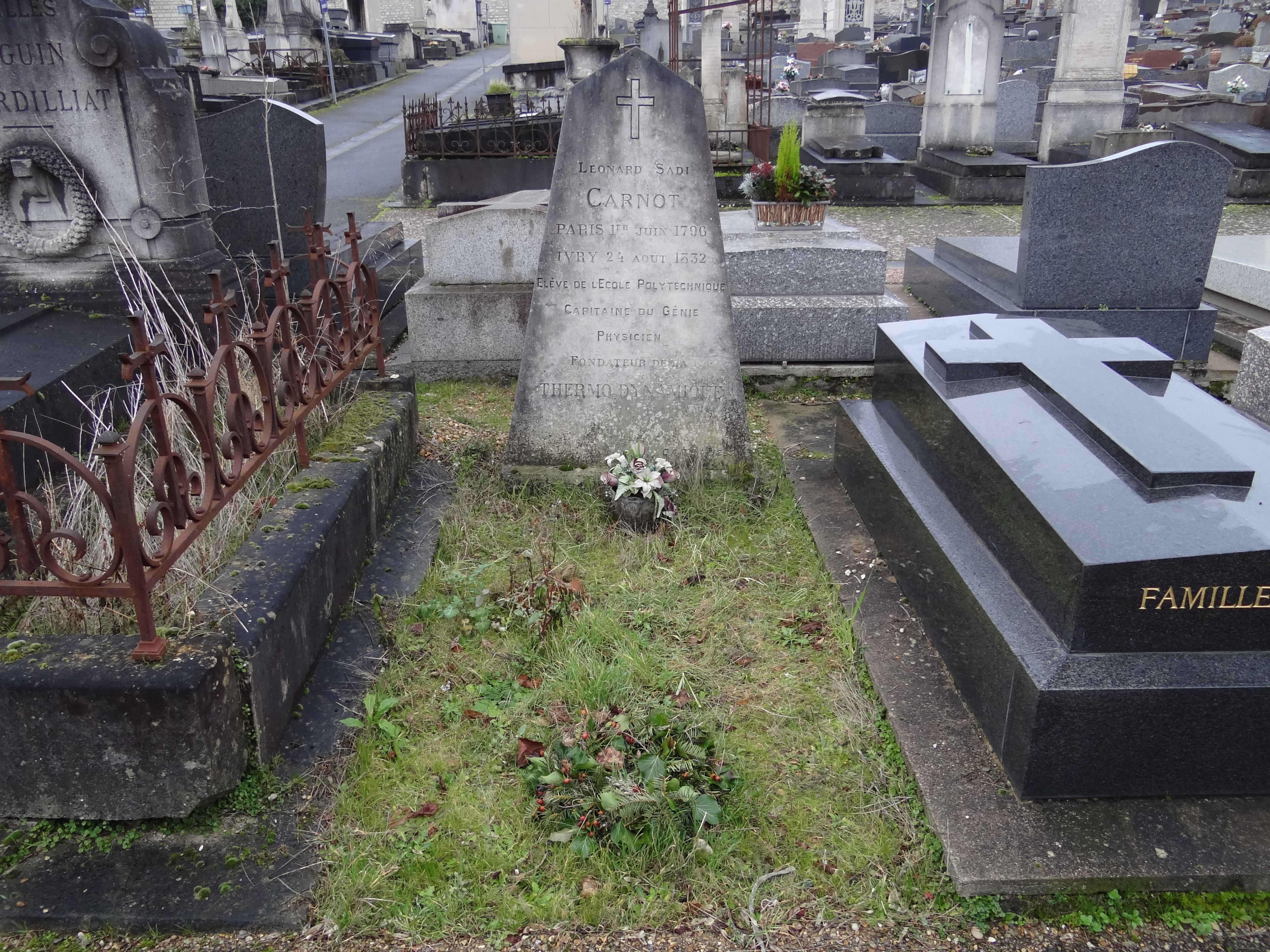
Tomba de Sadi Carnot al cementiri d'Ivry.

### Malaltia i mort
L'estiu de 1832, aparentment, Carnot va patir un greu atac d'escarlatina. El 3 d'agost va ser internat en un sanatori privat dirigit pel psiquiatre Jean-Étienne Esquirol i situat a Ivry, al sud de París. Segons l'expedient hospitalari, es va curar de la "mania", però després va morir de còlera el 24 d'agost. Carnot va ser enterrat a l'antic cementiri d'Ivry, prop de l'actual estació de Mairie d'Ivry.